# Derborence

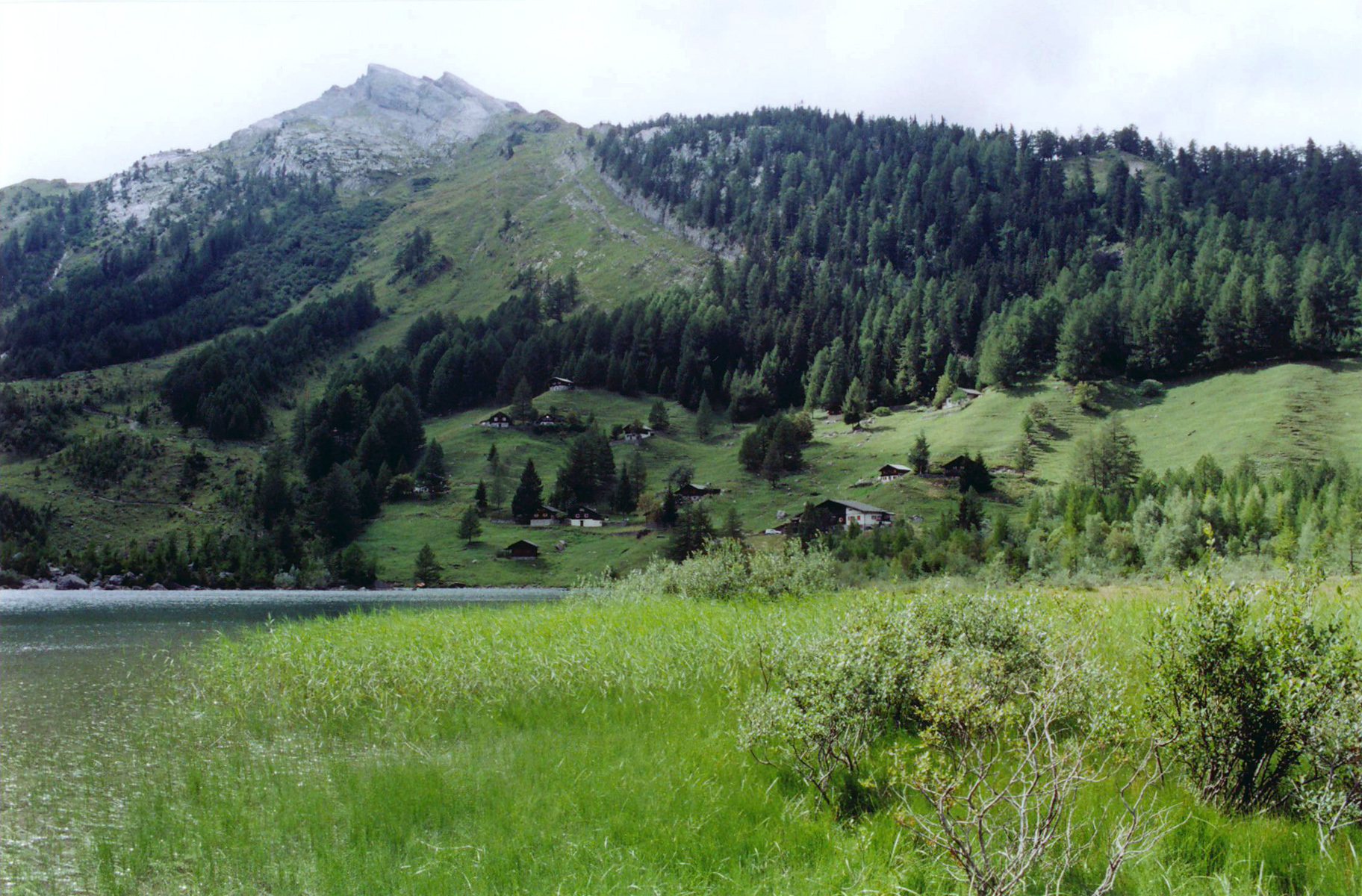
Derborence, a la zona a sobre del llac

Derborence és un llogarret del municipi de Conthey, al cantó de Valais, Suïssa. Es troba a 1,450 metres en una vall aïllada del costat sud dels Alps Bernesos i no és permanentment habitada. Derborence és completament envoltat per muntanyes: Els Diablerets (més alt) al nord, Haut de Cryt al sud i Mont Gond a l'est. A Derborence s'hi pot arribar per una carretera des de Conthey, o a peu des de Gryon via el Pas de Cheville.
El Llac Derborence va ser format el 1749 després de dues esllavissades de la paret del sud dels Diablerets. Milers de tones de roques van caure d'una alçada de 1900 metres el 1714 i 1749, caient a 400 metres a sota i formant una llarga barrera natural de 2 km que gradualment es va omplir d'aigua. Un bosc verge va créixer a sobre les restes rocoses, compost de pícees, pins, làrixs, pins escocesos, faigs i salzes. L'àrea va ser adquirida per Pro Natura el 1961 i és ara zona protegida.
La vall és excepcionalment rica en fauna, amb íbex, isards, cérvols, marmotes i llebres i diverses espècies d'ocell incloent-hi el mussol, àguila daurada, trencalòs i gralla alpina.